# Jackie Evancho
 (février 2021).
Jacqueline Marie Evancho, dite Jackie Evancho (prononcer iːˈvæŋkoʊ), est une chanteuse américaine, née le 9 avril 2000 à Pittsburgh en Pennsylvanie. 
Elle a gagné sa popularité lors de la 5e saison de compétition de America's Got Talent à l'âge de 10 ans où elle termine à la 2e place. Avec la sortie de son album O Holy Night, Jackie devient l'artiste débutante avec les meilleures ventes en 2010 et elle se place l'année suivante en première position, sur les listes des albums américains avec son disque de Sony Music. En plus de sa performance vocale, Jackie joue du violon et du piano et elle compose des chansons. Jackie impressionne le musicien David Foster avec son effusion de grandes paroles originales et elle coécrit la chanson principale de son album Dream With Me, un album produit par Foster. Elle chante l'hymne américain lors de la cérémonie d'investiture du président américain Donald Trump le 20 janvier 2017.

## Biographie

### Enfance
Jackie Evancho est la fille de Michael et Lisa Evancho. Elle a un frère, Zachary, et deux sœurs, Rachel, qui est la cadette, et Juliet, qui est l'aînée. Elle réside à Richland Township, une banlieue de Pittsburgh, en Pennsylvanie.
Jackie Evancho commence à chanter après avoir vu la comédie musicale Le Fantôme de l'Opéra au cinéma. Sa mère, l'ayant entendu chanter les chansons de la comédie musicale, lui propose de l'inscrire en 2008 au Kean Idol, un concours de talents locaux dont elle finit première dauphine. Âgée de seulement 8 ans, elle y interprète la chanson Wishing You Were Here Again. Puis elle participe à d'autres concours de talents et publie quelques vidéos sur Youtube. Après son succès au concours Kean Idol, elle prend des cours de chant pendant une courte période,. Elle devient également membre du Children Festival Chorus de Pittsburgh, au cours de la saison 2008-2009.
En 2009, elle participe au 15e concours annuel U.S.A. World Showcase Talent Competition. Elle est invitée à se produire lors de l'U.S. Open Tennis Championships de New York, mais l’émission America's Got Talent a lieu au même moment, ce qui l'empêche de se rendre à New York.

### Carrière
Le 22 février 2008, Jackie participe au concours d'amateurs « Kean Idol » et y chante Ave Maria (Bach/Gounod).
En mai 2008, Jackie participe à un concours d'amateurs et chante Wishing You Were Somehow Here Again de la comédie musicale Le Fantôme de l'Opéra.
Le 9 avril 2009, Jackie présente une vidéo sur YouTube où elle chante Concrete Angel.
En juin 2009, Jackie participe à un concours amateur où elle chante O mio babbino caro. Elle a alors 9 ans.
Le 24 octobre 2009, elle participe au spectacle de « David Foster and Friends ».
En octobre 2009, elle se produit avec Tim Janis (en) au piano et elle interprète Ave Maria (Bach/Gounod).
Le 8 novembre 2009, Jackie présente une vidéo sur YouTube où elle interprète To Where You Are.
Durant la même année, elle présente également différentes vidéos, telle l'interprétation de Somewhere Over the Rainbow, de Carrick Fergus.
Le 18 décembre 2009, elle participe à un spectacle où elle interprète Memory de la comédie musicale Cats.
Le 31 janvier 2010, Jackie présente une vidéo sur YouTube où elle chante Everytime de Britney Spears.
Le 28 février 2010, Jackie est invitée par la chaîne de télévision PBS pour l'émission Western Pennsylvania Celebrate America.
Le 23 septembre 2010, Jackie commence la promotion de son album au The Tonight Show with Jay Leno, où elle participe à sa première entrevue avec Jay Leno.
Le 7 octobre 2010, Jackie chante The Prayer au Los Angeles Live, ainsi que O Mio Babbino Caro.
Le 15 octobre 2010, Jackie participe au spectacle de David Foster and Friends à Las Vegas, dans lequel elle chante Pie Jesu et O Mio Babbino Caro.
Le 19 octobre 2010, elle apparaît dans le The Oprah Winfrey Show (le jour de la sortie du single) avec les chanteuses Susan Boyle et Debby Boone. Durant cette émission, il lui est demandé avec qui elle aimerait faire un duo. Elle nomme Josh Groban, Charlotte Church et Andrea Bocelli parmi les artistes avec qui elle aimerait collaborer dans le futur, ajoutant par la suite le nom de Lady Gaga. Elle dit également que l'écriture est son sujet favori. Elle chante Pie Jesu durant l'émission de télévision. L'épisode présente également une vidéo où on la voit filmée par l'équipe d'Oprah Wimfrey, chez elle et dans son école.
Le 4 novembre 2010, elle interprète The Prayer, Pie Jesu, ainsi que O Mio Babbino Caro dans le Constitution Hall de Washington, DC.
Le 9 novembre 2010, Jackie chante dans l'émission The Today Show, où est présentée dans une brève entrevue.
Le 15 novembre 2010, elle se présente dans l'émission de télévision The View et, presque en même temps, elle est classée no 1 sur le site British Classical-Crossover.co.uk. « Elle est vraiment bénie, avec une voix qui est phénoménale », dit le compositeur et chef d'orchestre Tim Janis, qui invite Jackie à chanter dans son spectacle American Christmas Carol le 2 décembre 2010 au Carnegie Hall de New York,. Elle aurait été la plus jeune soliste féminine à avoir participé à ce spectacle. Cependant, ses parents l'ont retirée de cette apparition quelques semaines avant la date.
Le 27 novembre 2010, Jackie chante dans la parade du My Macy's Holiday présentée sur WPXI de Pittsburgh.
Jackie est également filmée pour une série de télévision Les Sorciers de Waverly Place. Sa première vidéo est alors créée.
Le 30 novembre 2010, Jackie chante Silent Night avec Katherine Jenkins pour la chaîne NBC, lors de l'émission spéciale télévisée à l'occasion de l'illumination de l'arbre de Noël, Christmas in Rockefeller Center.
Le 1er décembre, Jackie se rend en Australie pour faire la promotion de son disque O Holy Night, en particulier dans une émission de la chaîne Sunrise Channel 7.
Le 4 décembre 2010, durant le spectacle du 27e anniversaire du parc Walt Disney Disney Parks Christmas Day Parade, elle chante Pie Jesu, lequel était diffusé sur la chaîne de télévision ABC.
Le 9 décembre 2010, Jackie participe au National Christmas Tree Lighting à Washington, D.C., où elle chante O Holy Night,.
Le 13 décembre, elle participe à l'émission Season of Song avec les Canadian Tenors and Friends.
le 17 décembre, Jackie se présente pour la seconde fois au Tonight Show avec Jay Leno et chante O Holy Night.
Le 24 décembre, elle participe à l'émission Fox Friends et chante Silent Night. Elle est également vue dans l'émission The Today, pour y chanter O Holy Night.
Le 25 décembre 2010, elle chante O Holy Night devant le président des États-Unis, lors de l'illumination de l'arbre de Noël devant la Maison Blanche.
Le 25 décembre 2010, durant le spectacle du 27e anniversaire du parc Walt Disney Disney Parks Christmas Day Parade, elle chante Pie Jesu, diffusé sur la chaîne de télévision ABC.

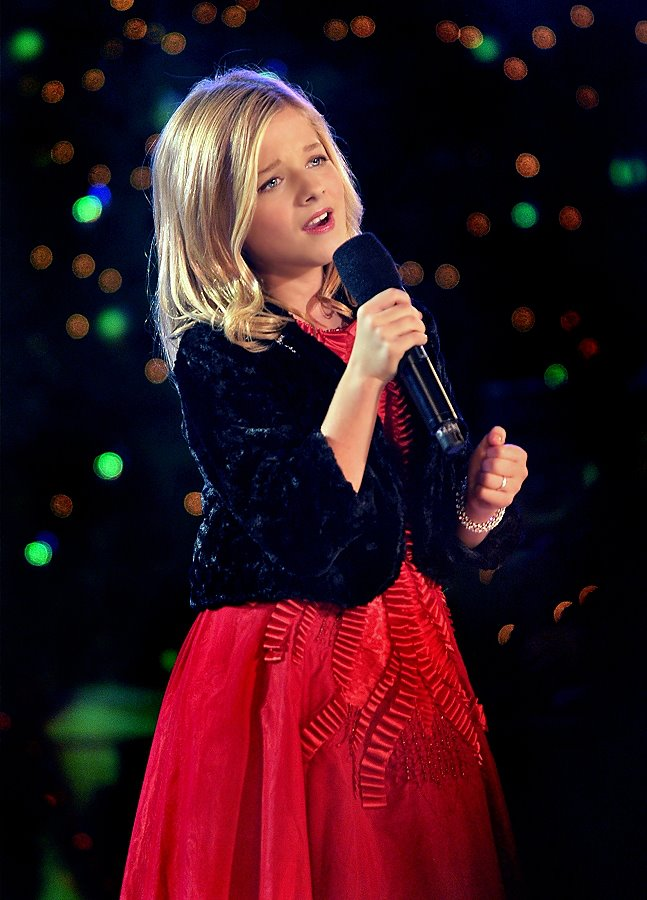
Jackie au Grove Christmas Tree Lighting en novembre 2011

Le 1er janvier 2011, Jackie chante au American national anthem durant le Classique hivernale de la LNH à Heinz Field à Pittsburgh, pendant que Steven Page interprète Ô Canada, l'hymne national du Canada.
Le 10 janvier 2011, Jackie participe à un spectacle à 'Los Angeles' pour la protection des phoques et interprète Nella fantasia.
Le 18 février 2011, Jackie chante avec le Houston Chamber Choir and on March 12, 2011 at the 2011 Festival of the Arts Boca avec les jeunes étoiles du Métropolitan Opera.
Le 19 mars 2011, Jackie chante pendant la Muhammad Ali's « Celebrity Fight Night » à Phoenix.
Le 13 avril 2011, elle est interviewée sur WTAE pour la promotion de son prochain album.
Le 26 avril 2011, elle participe à une entrevue dans le Gayle King Show.
Le 31 mai 2011, elle fait la promotion de son album sur la CityTv de Toronto, au Canada, et chante All I Ask of You. Cette même journée, elle se présente au Dundas Square de Toronto pour y chanter Angel.
Le 4 juin 2011, elle est invitée à chanter lors de la finale de Britain's Got Talent.
Le 5 juin 2011, elle est interviewée sur Breakfast TV, en Angleterre.
Le 6 juin 2011, elle participe à une émission d'ITV, en Angleterre.
Le 14 juin 2011, elle chante All I Ask Of You de la comédie musicale Le Fantôme de l'Opéra dans l'émission The View, accompagnée par David Foster.
Le 15 juin, elle chante O mio babbino caro dans l'émission Fox & Friends.
Le 24 juin, accompagnée par David Foster, elle chante Nella Fantasia dans l'émission de télévision The Talk animée par Sharon Osburne.
Le 1er juillet, elle chante 'Angel' de Sarah McLachlan dans l'émission de Piers Morgan.
Le 22 mars 2013, elle chante au spectacle monté par le Cirque du Soleil pour une action caritative pour l'accès à l'eau dans le monde. Elle y chante entre autres une reprise de Bridge Over Troubled Water.
Le 20 avril 2013, elle chante avec le ténor José Carreras à Taiwan devant 30 000 personnes.
Le 26 avril 2015, elle chante avec le ténor Andréa Bocelli à Bangkok en Thaïlande.
Le 26 septembre 2015, elle chante quatre chansons à Philadelphie pour la venue du Pape.
En 2015, elle enregistre avec le ténor Placido Domingo deux duo sur son CD de noël 2015. Duos repris sur le CD 2016 Someday of christmas d'Evancho 2016.
En 2016, elle s’essaie à la pop avec :
- Safe&sound (Hunger Game) ;
- Writing’s on the Wall (Sam Smith cover - James Bond 'Spectre') ;
- Coming Home, Pt. II (Skylar Grey cover) ;
- APOCALYPSE (chanson originale) ;
- The Haunting (écrite par l'artiste).

En dehors de ces apparitions, elle chante dans des concerts organisés par son entourage sur le rythme d'un ou deux par mois à travers les USA.
Boris Epshteyn (en), directeur de la communication pour le comité de l'inauguration présidentielle, annonce que Jackie Evancho chantera l'hymne national à l'inauguration de Donald Trump, en janvier 2017. Le 20 janvier 2017, à 18 h 26, elle entonne l'hymne national durant la cérémonie d'investiture de Donald Trump.

### Prelude to a Dream
En november 2009, Jackie Evancho sort son premier album solo intitulé Prelude to a Dream. L'album couvre essentiellement des chansons telles que : Con te partirò et The Prayer d'Andrea Bocelli, To Where You Are de Josh Groban, Concrete Angel de Martina McBride et une interprétation d'Amazing Grace. L'album entre dans le Billboard 200 en 121e position sur la liste en date du 28 août 2010. Il débute également en 2e position sur iTunes et dans le Billboard Classical Albums Chart. Prelude to a Dream n'est plus disponible à la vente depuis septembre 2010. Son père a fourni comme raisons, lors du retrait de l'album, que le CD avait été enregistré un an et demi auparavant, et que sa voix n'était plus celle d'une enfant, ce qui était dû à la maturation de sa voix. Il a déclaré en outre : « Nous avons retiré de la vente Prelude to a Dream et nous nous concentrons sur du nouveau matériel. »
Ce CD est devenu un album collector et a reçu des enchères finales de plus de 1 500 $ sur les encans de eBay.

### America's Got Talent
Jackie est acceptée en tant que participante lors de la 5e saison de l'émission de télévision America's Got Talent en présentant premièrement sur YouTube une vidéo commanditée par l'émission de télévision. Le 10 août 2010, elle chante O mio babbino caro de Giacomo Puccini. Cette chanson est également sur son premier album. Elle reçoit une 'standing ovation' à la suite de sa prestation. Elle reçoit en cadeau un voyage aux Universal Studios de Floride pour avoir reçu le plus grand nombre de votes de ses admirateurs pour sa(vidéo de présentation | video submissions) sur YouTube.
Cependant, à la suite de la performance de Jackie, il y a des accusations en ligne sur internet affirmant qu'elle chantait en présonorisation (playback / Lip-sync). Le lendemain soir, l'un des juges, Howie Mandel demande à Jackie de chanter quelques notes afin de fournir la preuve que c'était bien elle qui chantait la veille. Ce même soir, elle accède à la demi-finale de ce concours.
Le 31 août 2010, le soir de la semi-finale, Jackie chante Time To Say Goodbye d'Andrea Bocelli et Sarah Brightman. Elle est sélectionnée parmi les 10 meilleurs candidats (Top 10).
Le 7 septembre 2010 au soir, elle chante Pie Jesu d'Andrew Lloyd Webber et elle progresse dans le concours pour se rendre en demi-finale (Final 4),,.
Le 14 septembre, lors de la finale, elle chante une version de l'Ave Maria de Charles Gounod. Le 15 septembre 2010, lors de la soirée de présentation des résultats, Jackie chante Time To Say Goodbye avec Sarah Brightman. Ce même soir, Jackie termine au deuxième rang et Michael Grimm (en) est nommé gagnant du concours. Jackie effectue la tournée America's Got Talent dans 10 des 25 villes prévues.

### O Holy Night
Ce single contenant 4 chansons, intitulé O Holy Night et sorti chez Columbia Records, est le premier disque majeur de Jackie Evancho. Ce disque sort le 16 novembre 2010, après avoir été, dès le 19 octobre, immédiatement en tête des précommandes sur Amazon.
Ce disque se classe 3e pour l'année 2010 entière sur Amazon. O Holy Night se classe 2e au Billboard 200.
Jackie Evancho se classe également première au Billboard's Classical Albums Chart.
Ce single se vend à 381 000 exemplaires pendant les deux premières semaines, soit 239 000 exemplaires vendus pendant la première semaine et 142 000 exemplaires pendant la deuxième semaine.
Le 10 décembre 2010, le single est certifié disque de platine par le RIAA pour avoir dépassé plus d'un million d'exemplaires vendus aux États-Unis, faisant ainsi de Jackie la plus jeune chanteuse soliste à obtenir un disque de platine. Au Canada, le disque débute au no 1 sur Canadian Classical Albums Chart.
La chanson « O Holy Night » est l'adaptation en anglais du célèbre cantique français « Minuit, chrétiens ».

### Dream With Me

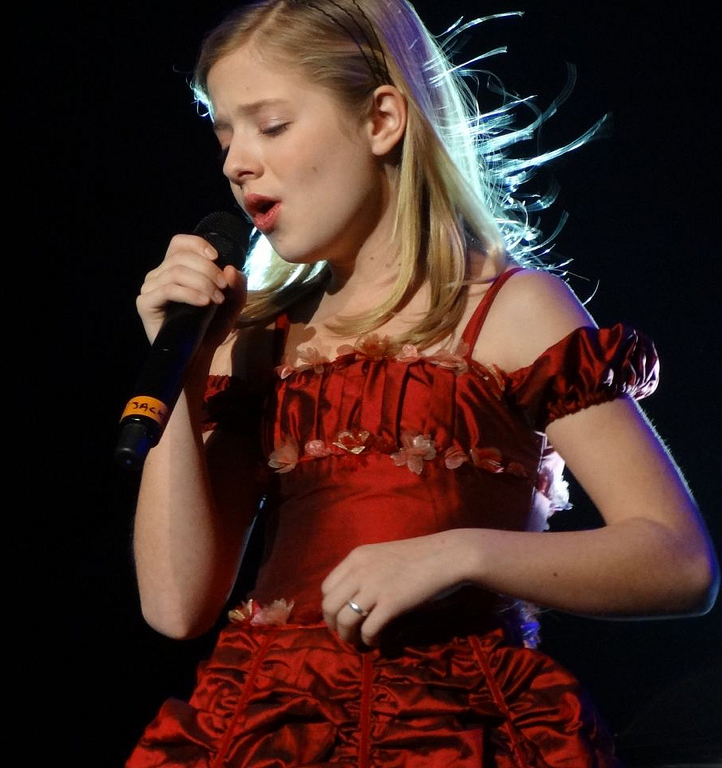
Jackie à Las Vegas en décembre 2011

Le 29 mars 2011, est annoncé officiellement que le premier album de Jackie Evancho Dream With Me sera disponible à compter du 14 juin 2011.
Le 4 avril 2011, elle enregistre le concert Dream With Me in Concert au musée Ringling à Sarasota, Floride, dans le cadre de Great Performances Concert, pour une première diffusion sur la chaîne de télévision américaine PBS, à compter du 4 juin 2011. Ce concert est produit par Mitch Owgang. Producteurs exécutifs : David Foster et David Horn.
Le 3 juin 2011, l'album Dream With Me sort en Grande-Bretagne et en Irlande pour se placer respectivement aux 4e et 15e rangs. La semaine suivante, soit le 14 juin 2011, l'album sort aux États-Unis. La semaine suivante, l'album se classe au 2e rang des ventes aux États-Unis et au 4e rang des ventes mondiales.
Le 18 juillet 2011, l'album est certifié 'Gold' par la RIAA.

## Critiques musicales

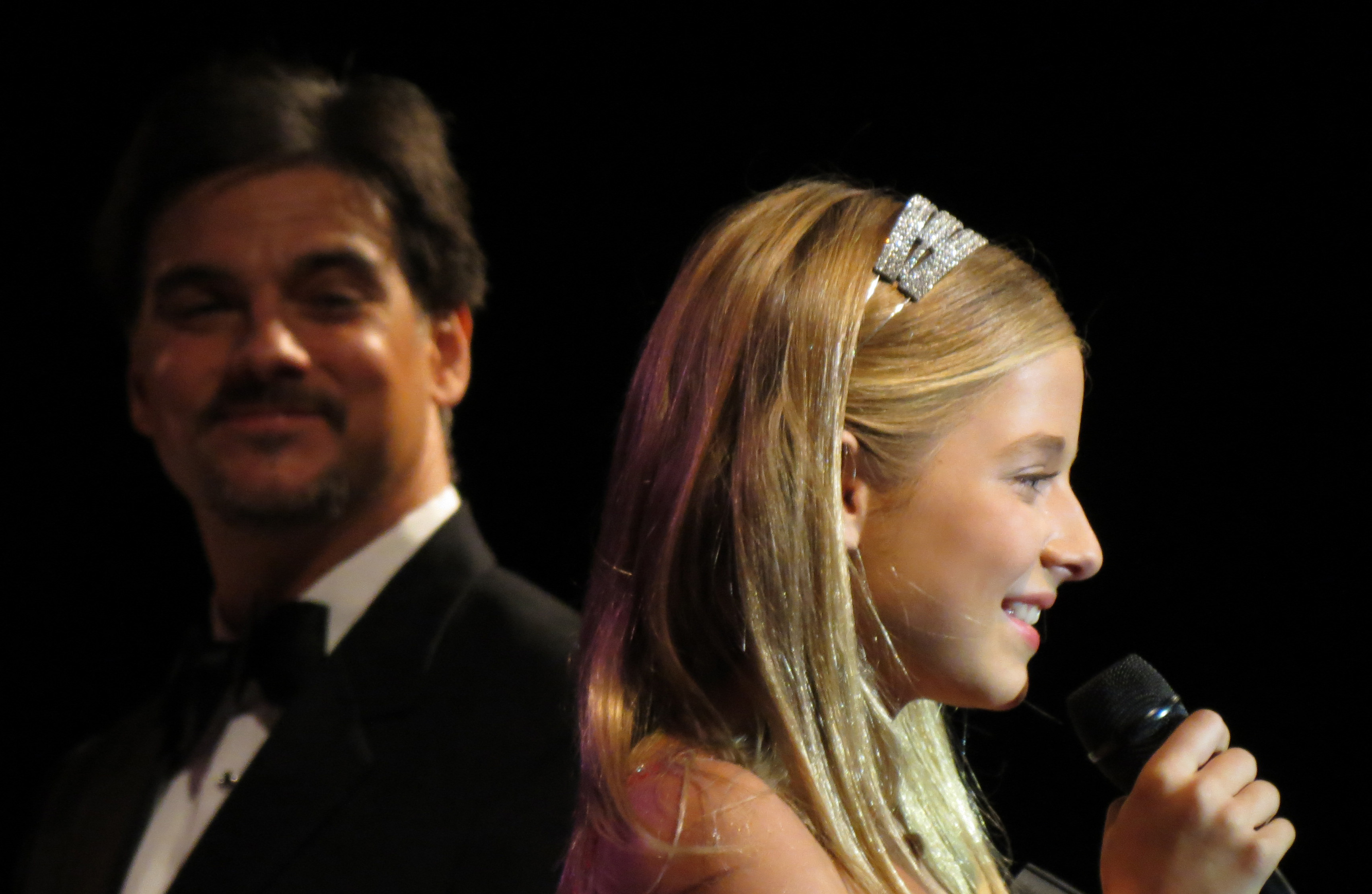
Jackie avec le chef d'orchestre
John Mario Di Costanzo, lors de son concert avec Tony Bennett au Ironstone Amphitheatre en août 2012

Christopher Hahn, directeur général de l'opéra de Pittsburgh, a dit que la performance d'Evancho dans la chanson O mio babbino caro était « envoûtante ». « Il est très inhabituel de voir une jeune enfant avec une voix si riche et si développée. Je croyais qu'elle était belle, doucement irrésistible. Elle est convaincante, a dit Hahn. Il est très inhabituel d'entendre une jeune fille avec ce niveau de chaleur et de rondeur. » Hahn a indiqué que la performance de Jackie Evancho dans la chanson Pie Jesu était « forte et sans faille dans son exécution. Son phrasé est adorable, ce qui lui est nécessaire pour chanter ce morceau. »
Le compositeur Tim Janis (en) a dit de Jackie que sa voix est tellement pure et naturelle, il n'y a aucune faille. Les gens disent « Je peux attendre que son potentiel arrive ». « Mais non, il est ici dès maintenant. Elle est vraiment bénie d'avoir une voix qui est si phénoménale. »
L'un des juges de America's Got Talent, Piers Morgan, a dit que Jackie Evancho avait plus de talent que tous les artistes qu'il avait vus, après avoir été témoin de sa version de Ave Maria : « Je n'ai jamais vu une performance ici, sur ce concours, ou à British show ou n'importe quel autre concours de talents dans le monde, qui montre plus de potentiel que celle Jackie Evancho. C'était de la perfection. De la perfection ! »
Claudia Benack, professeur assistant du Théâtre musical à Carnegie Mellon University a dit que « [Jackie] possède un instinct adulte inhabituel pour le répertoire... Je pense qu'elle est très bonne. »
Etta Cox, chanteuse de jazz et professeur à Pittsburgh, a dit : « Sa voix ne va pas avec son corps. Je n'ai jamais entendu une voix comme cela chez une personne de 10 ans, et j'ai été professeur de chant pendant des années. La maturité de sa voix est incroyable pour une personne de son âge. »

## Discographie

### Albums
- 2016 : Someday At Christmas
- 2017 : Two Hearts

### Singles
- 2014 : The Rains of Castamere (Digital Single)

### Lives
- 2011 : Dream With Me In Concert
- 2012 : Songs From The Silver Screen (CD et DVD) Deluxe Edition

## Filmographie
- 2013 : Sous surveillance (The Company You Keep) de Robert Redford : Isabel Grant